# Туфило
Туфѝло (на италиански: Tufillo, на местен диалект Tufìllë, Туфилъ) е село и община в Южна Италия, провинция Киети, регион Абруцо. Разположено е на 578 m надморска височина. Населението на общината е 468 души (към 2010 г.).